# María Victoria Broto
María Victoria «Mariví» Broto Cosculluela (Guaso, 10 de enero de 1956) es una maestra y política aragonesa, militante del PSOE-Aragón.
Habiendo sido previamente la directora general de Administraciones Educativas de la DGA, estuvo al frente de diferentes Departamentos del Ejecutivo aragonés durante la VII legislatura, la última en la que la presidencia estuvo en manos del socialista Marcelino Iglesias. Entre 2011 y 2015, fue diputada en las Cortes de Aragón. Con la vuelta del PSOE al Gobierno de Aragón, tras las elecciones de 2015, fue nombrada Consejera de Ciudadanía y Derechos Sociales, y reelegida para el mismo cargo tras las elecciones de 2019. 

## Biografía
Mª Victoria Broto nació en casa Salinas, en el barrio del Tozal que pertenece al pueblo de Guaso (provincia de Huesca). Guaso actualmente es parte del municipio de Aínsa-Sobrarbe, y se encuentra en lo alto de un tozal que hace de divisoria entre el valle del Ena y la valle de Ara (que es la divisoria entre el Viejo Sobrarbe y el valle de Boltaña), a 4 kilómetros en sudueste de la villa de la Aínsa. El barrio del Grado, donde está la casa natal de María Victoria Broto, se encuentra en la pendiente oriental del Tozal, separado algunos cientos de metros del resto de barrios diseminados que forman Guaso.
Cursó los estudios primarios en la escuela de Guaso e hizo los primeros años de Bachillerato Elemental en la escuela de Aínsa, aunque tras trasladarse a la ciudad de Huesca tuvo que continuar los estudios ahí. Es licenciada en Magisterio por la Universidad de Zaragoza, y en Psicología por la Universidad de Barcelona.

### Carrera profesional
Su carrera profesional, antes de incorporarse a la política, estuvo centrada en la enseñanza. Fue maestra durante 23 años.
Fue la directora del colegio Puente Sardas en Sabiñánigo entre 1987 y 1989 y jefa de estudios del mismo centro entre 1999 y 2003, por el que fijó su residencia en la capital del Alto Gállego durante años.

### Carrera política
La carrera política de Mariví Broto ha estado desde los orígenes muy asociada con su profesión y lugar de residencia. Desde el año 2000 perteneció al Consejo del Centro de Profesores y Recursos locales de Sabiñánigo, y hasta el año 2003 fue también miembro del Consejo Escolar de Aragón, solapándose parcialmente con el papel que como secretaria de Educación, Cultura, Universidad e Investigación que desempeñó desde el 2000, bajo la consejería de Ángela Abós.
Estaba afiliada al Partido Socialista Obrero Español desde el año 1982, militancia en virtud de la cual ejerció diferentes concejalías de la comarca del Alto Gállego. Llegó a detentar la presidencia comarcal en paralelo a su actividad profesional y a su posterior involucración en la administración autonómica.
En 2007 fue nombrada consejera del Gobierno de Aragón por primera vez, ocupando el cargo de consejera de Ciencia, Tecnología y Universidades. Este departamento aglutinaba la Viceconsejería de Ciencia y Tecnología con la Secretaría General Técnica y tres direcciones generales: la Dirección General de Enseñanza Superior, la Dirección General de Investigación, Innovación y Desarrollo, la Dirección General de Tecnologías para las Sociedad de la Información. Además, incluía la dirección de las organizaciones Aragonesa de Servicios Telemáticos (AST), el Instituto Tecnológico de Aragón (ITA), el Centro de Investigación y Tecnología Agroalimentaria de Aragón (CITA) y la Agencia de Calidad y Prospectiva Universitaria de Aragón (ACPUA).
En julio de 2008, el presidente autonómico Marcelino Iglesias la designó consejera de Educación, Cultura y Deporte, que hasta entonces había sido ocupada por Eva Almunia, nombrada secretaria de Estado de Educación y Formación por el presidente español José Luis Rodríguez Zapatero. Le sucedió en la Consejería de Ciencia, Tecnología y Universidades María Pilar Ventura Contreras.
Ocupó la Consejería de Educación, Cultura y Deporte hasta la salida del gobierno autonómico del Partido de los Socialistas de Aragón en julio de 2011 con la investidura de la nueva presidenta electa Luisa Fernanda Rudi, del Partido Popular, quien había ganado las elecciones autonómicas del 22 de mayo de 2011.
En su periodo como Consejera de Educación, Cultura y Deporte se aprobó, entre otras, la Ley de Lenguas de Aragón (diciembre de 2009), que preveía el reconocimiento como lenguas propias de Aragón del aragonés y el catalán, y su normalización.
Entre 2011 y 2015 fue Diputada en las Cortes de Aragón.
Tras las elecciones de 2015, con la llegada del socialista Javier Lambán a la presidencia de la Diputación General de Aragón, fue nombrada Consejera de Ciudadanía y Derechos Sociales, siendo reelegida para el cargo tras las elecciones de 2019.